# Campionati europei di atletica leggera 1938 - Lancio del giavellotto maschile
Il lancio del giavellotto maschile ai campionati europei di atletica leggera 1938 si svolse il 3 settembre 1938.

## Podio
| Oro     | Matti Järvinen Finlandia |
| Argento | Yrjö Nikkanen Finlandia  |
| Bronzo  | József Várszegi Ungheria |

## Risultati
| Pos.    | Nome              | Nazionalità   | Tempo   | Note                  |
| ------- | ----------------- | ------------- | ------- | --------------------- |
| Oro     | Matti Järvinen    | Finlandia     | 76.87 m | Record dei campionati |
| Argento | Yrjö Nikkanen     | Finlandia     | 75.00 m |                       |
| Bronzo  | József Várszegi   | Ungheria      | 72.78 m | Record nazionale      |
| 4       | Gustav Sule       | Estonia       | 70.50 m |                       |
| 5       | Friedrich Issak   | Estonia       | 70.23 m |                       |
| 6       | Lennart Atterwall | Svezia        | 68.58 m |                       |
| 7       | Gerhard Stöck     | Germania      | 65.34 m |                       |
| 8       | Oskar Ospelt      | Liechtenstein | 58.83 m |                       |
| 9       | Roger Frinot      | Francia       | 58.40 m |                       |
| 10      | Raffaele Drei     | Italia        | 55.98 m |                       |
| 11      | Marc Dore         | Francia       | 52.10 m |                       |